# 四日市ドーム

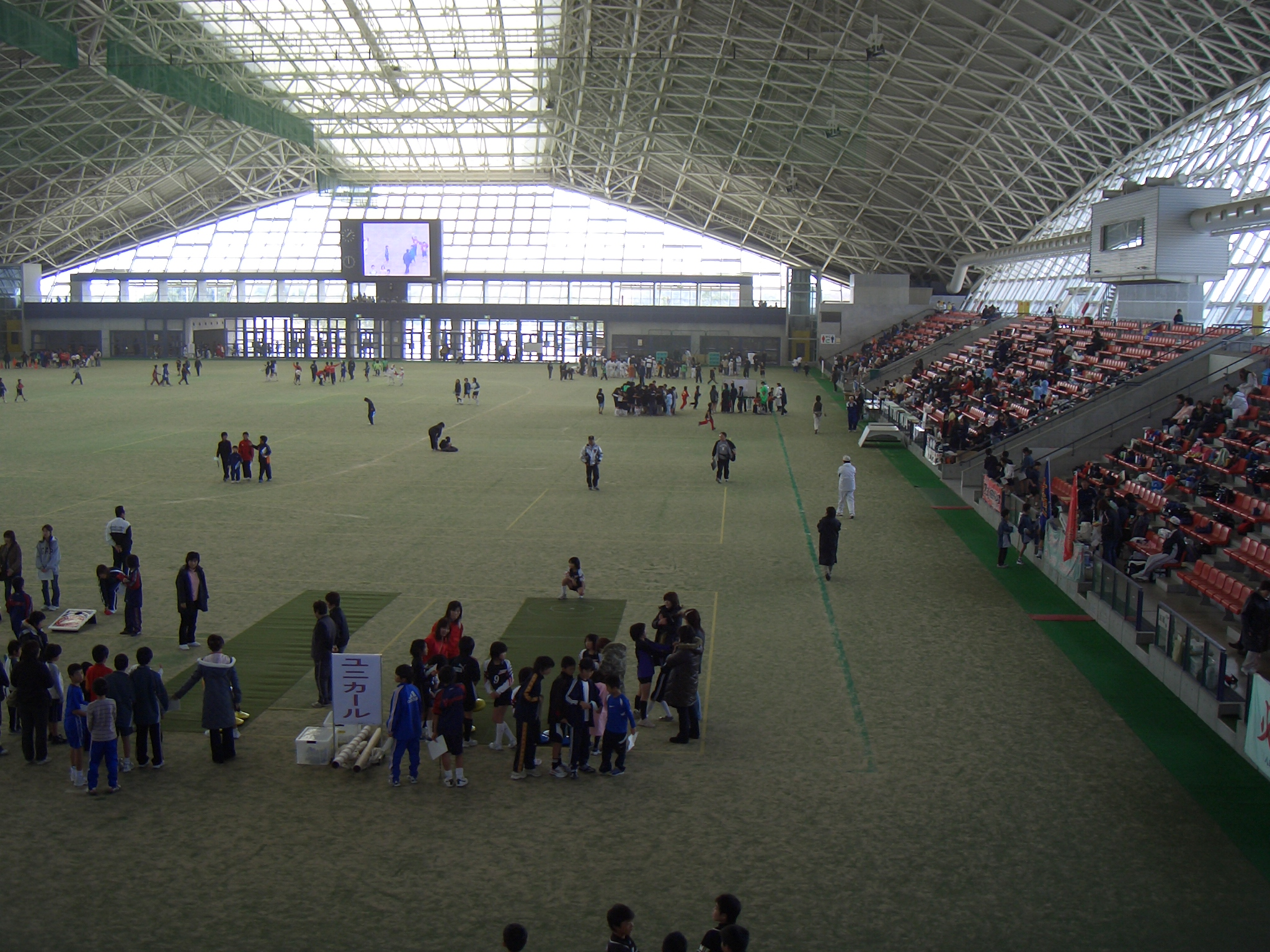
四日市ドーム内部

四日市ドーム（よっかいちドーム）は、三重県四日市市の霞ヶ浦緑地公園内にある多目的ドーム施設である。
四日市市はドームの運用について「四日市ドーム条例」を定めている。

## 歴史
1997年（平成9年）8月1日開場。四日市市の市制施行100周年記念事業の一環で建設されたドーム施設である。
アリーナはアメリカンフットボール、サッカー、テニス、グラウンドゴルフ、ソフトボールなど各種スポーツに利用できる。
なお野球に関してはアリーナが狭隘であるため硬式野球、軟式野球では使用できず、利用は少年野球のみに限定されている。また2024年以降全国高校野球選手権三重大会開会式が当地で開催された
また、この他に展示会などのイベントでも利用可能としている。

## 施設概要

### アリーナ
空調設備
- 四周カーテンウォールのうち、南北側の大型ジャロジー窓、東西側の滑り出し窓、屋根の上下軒天部の換気窓によって自然換気ができる。また、冷房設備も備えている[3]。

照明設備
- 観客席の後ろ（外側）の窓は四周ガラスカーテンウォール、天井は中央部がテフロン膜によって光を通す構造となっているため、晴天の昼間に照明を使う様子はあまり見られない。
- 照明は全点灯、1/2点灯、1/4点灯の3段階で調整でき、全点灯で1,000ルクスの照度を確保している[3]。

### 付属施設
- 大会議室、小会議室
- 準備室
- 練習室
- 控室1、控室2[3]

## エピソード
完成前年の1996年（平成8年）、アサヒビールから発売された「スーパードライ」四日市市制100周年記念缶には、四日市ドームの完成予想図が描かれていた。
かつて四日市市に本拠を置いていた旧JFL・コスモ石油四日市FCは、市内の四日市中央緑地陸上競技場と四日市市霞ヶ浦サッカー場をホームスタジアムとして使用していた。しかし将来のJリーグ入りのためには20,000人程度を収容できる施設が必要なことから、コスモ四日市は同競技場の改修を求めていた。また当時建設が進められていた四日市ドームではサッカーの実施が可能であることから、完成前後には「コスモのホームスタジアムになるのではないか」と一部市民の間で憶測されていた。しかしアリーナの面積は狭隘で人工芝張りなため、サッカーの公式戦を開催することはできない（Jリーグ、JFL公式戦は原則として天然芝の競技施設を使用する必要がある）。結局コスモ四日市はこれら施設面などに於いて市からの支援を得られず、同社の経営合理化などもありJリーグ入りを断念。1996年（平成8年）シーズン限りで解散した。その後、人工芝を誇る四日市市中央フットボール場は2018年（平成30年）に完成しヴィアティン三重が拠点にしたものの、20,000人収容の施設は建設されなかった。